# Bise

Bise Jeziorem Genewskim

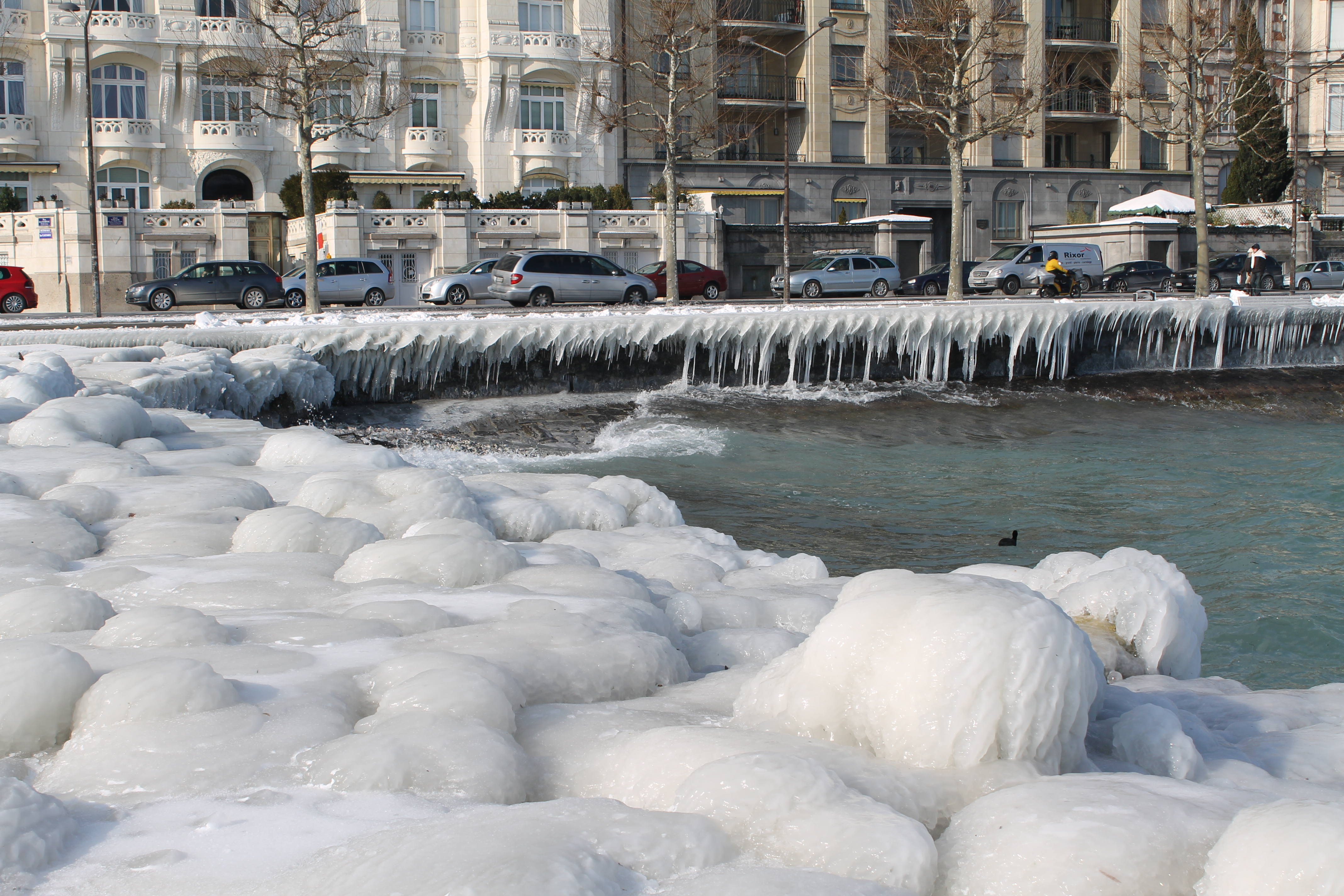
Skutki bise w Genewie w grudniu 2016 r.

Bise – lokalny wiatr wiejący głównie ze wschodu i północnego wschodu, nad obniżeniem między Alpami a Jurą.  Latem przynosi suche powietrze, pogoda jest słoneczna, a  temperatura odpowiednia do pory roku. Zimą napływające powietrze jest zimne i wilgotne oraz duże niskie zachmurzenie. Efekty wiatru są szczególnie odczuwalne w okolicy Genewy.
Powstaje gdy nad Morzem Śródziemnym jest niż, a nad północną częścią środkowej Europy jest wyż.